# Krista Birkner
Krista Birkner (* 1967 in Târgu Mureș) ist eine deutsche Schauspielerin.

## Leben
Krista Birkner verbrachte ihre Kindheit zunächst in Rumänien. Seit 1980 lebt sie mit ihrer Familie in Deutschland.
Sie absolvierte von 1987 bis 1992 ihre Schauspielausbildung an der Hochschule für Musik und Darstellende Kunst Stuttgart. Als Bühnendarstellerin wirkte sie in zahlreichen Theaterstücken mit, darunter auch in Peer Gynt, Faust. Eine Tragödie oder Mein Kampf. Gastengagements führten sie an das Berliner Ensemble, zum Schlosspark Theater, an das Staatstheater Braunschweig oder auch zu den Störtebeker-Festspielen. Am Burgtheater Wien spielte Birkner unter der Regie von Claus Peymann.
Birkner wirkte seit 1998 als Schauspielerin vor der Kamera in mehreren Film-und-Fernsehproduktionen mit und ist zudem als Synchronsprecherin tätig.
Seit Dezember 2024 (Folge 4338) spielt Birkner in der ARD-Telenovela Sturm der Liebe die Rolle der intriganten Geschäftsfrau Sophia Wagner (Sydow).
Birkner lebt in Berlin. Neben ihrer Muttersprache Ungarisch und Deutsch spricht sie auch Englisch und  Rumänisch.

## Filmografie (Auswahl)
- 1998: Wie eine schwarze Möwe
- 2000: Kommissar Rex (Fernsehserie, 1 Folge)
- 2002: Ich liebe dieses Land
- 2019: 1000 Könige
- 2021–2024: Gute Zeiten, schlechte Zeiten (Fernsehserie, 2 Folgen, verschiedene Rollen)
- 2021: The Real Court of Shards
- 2021: Mein Freund, das Ekel (Fernsehserie)
- 2022: Sayonara Loreley
- 2022: No Kidding (Kurzfilm)
- 2022: Flügel aus Beton
- seit 2024: Sturm der Liebe (Fernsehserie)
- 2025: SOKO Potsdam (Fernsehserie, 1 Folge)

## Hörspiele (Auswahl)
- 2006: Terézia Mora: Alle Tage (Bora/Frau 2) – Bearbeitung und Regie: Beate Andres (Hörspielbearbeitung – NDR)
- 2015: Petros Markaris: Sokrates lässt grüßen (Lefkaditi) – Bearbeitung und Regie: Christoph Dietrich (Hörspielbearbeitung, Kriminalhörspiel – Deutschlandradio)

Quelle: ARD-Hörspieldatenbank